# Ciénaga (Magdalena)
Ciénaga é um município da Colômbia, localizado no departamento de Magdalena.